# Йохан VI фон Хайдек
Йохан VI (III) фон Хайдек (на немски: Johann VI (III) von Heideck; † 28 септември 1506) от швабския благороднически род Хайдек, е фрайхер, господар на Хайдек в Бавария.

## Произход
Той е син на Йохан III (II) фон Хайдек († 1464), господар на Долнщайн и Велхайм, и съпругата му Елизабет фон Зикинген († сл. 1459), вдовица на Ханс трушсес фон Балдерсхайм († 1438/1439), дъщеря на рицар Хайнрих фон Зикинген († 1416/1417) и Агнес Крайс фон Линденфелс († сл. 1427).
Той умира на 28 септември 1506 г. и е погребан в Ландау.

## Фамилия
Първи брак: с Вероника фон Розенберг († сл. 1483). Те имат един син:
- Конрад III фон Хайдек († сл. 1511), има двама сина

Втори брак: на 10/16 август 1487 г. с Отилия Шенк фон Лимпург-Гайлдорф († сл. 1526), дъщеря на Албрехт II Шенк фон Лимпург (1440 – 1506) и Елизабет фон Йотинген (1449 – 1509), дъщеря на граф Вилхелм I фон Йотинген († 1467) и Беатриче дела Скала († 1466). Те имат девет деца:
- Георг фон Хайдек († 30 април 1551), господар на Маденбург и Нойщат, женен 1508 г. за Фелицитас маршалка фон Рауенек (* 1490; † 21 декември 1567)
- Фридрих III фон Хайдек († 3 август 1536, Кьонигсберг, Прусия), женен за Елизабет фон Фалкенхайн († 1546)
- Анна фон Хайдек († сл. 1550), омъжена 1527 г. за д-р Георг фон Поленц-Шьонберг (* 1479; † 28 април 1550), 1. евангелийски епископ на Замланд
- Волфганг фон Хайдек († 26 юли 1564), господар на Хайдек, женен I. за Агнес фон Брандт († 1560), II. 1561 г. за Анна фон Добенек († сл. 1567)
- Йохан V (Ханс) фон Хайдек (* 1500; † 20 януари 1554, Айленбург), фрайхер на Хайдек, на женен на 2 октомври 1541 г. в Офенбург за графиня Елизабет фон Раполтщайн (* 15 юни 1523; † пр. 14 януари 1577/сл. 1588)
- Клара фон Хайдек, омъжена за Вилхелм фон Райбиц
- Бонифациус фон Хайдек († сл. 1540)
- Кунигунда фон Хайдек († 1526)
- Розина фон Хайдек, омъжена за Ханс фон Поленц († сл. 1540)